# Quercus ramsbottomii
Quercus ramsbottomii är en bokväxtart som beskrevs av Aimée Antoinette Camus. Quercus ramsbottomii ingår i släktet ekar, och familjen bokväxter. Inga underarter finns listade i Catalogue of Life.